# Antikvar
Antikvar er et ord, der historisk har antaget forskellige betydninger. Romerne brugte i antikken betegnelsen antiquarius om den, der yndede forældede udtryk (arkaismer). I middelalderen brugtes ordet om afskrivere af gamle bøger, mens det fra renæssancen blev brugt om en lærd, der beskæftigede sig med antikviteter eller oldsager, specielt kunstværker. Der var intet skel mellem historikere og arkæologer, og ordet fungerede som en betegnelse for en bestemt slags historikere.
I den tidligt moderne periode skelnes mellem
- lærde antikvarer, der dyrker detailstudier og har et bredt interessefelt med fokus på antikken eller tilsvarende perioder i deres nationers historie, og
- moralsk orienterede historikere, der lægger vægt på retorik og den politiske historie.

Antikvarisme er derfor for senere tiders historikere og arkæologer blevet lidt af et skældsord, da den betragtes som overdrevent fokuseret på ligegyldige detaljer og besat af alt gammelt, blot fordi det er gammelt.
Blandt danske antikvarer er Ole Worm i kraft af hans studier af runer og Bertel Bartholin, der var kongelig antikvar, Antiqvarius regius, og beskrev den antikke rejsekappes udseende i afhandlingen Commentarius de pænula (1655).
Ludvig Holberg var en dansk-norsk kritiker af den antikvariske tilgang. I Niels Klims underjordiske Rejse (1741) besvarer hovedpersonen i kapitel 3, §6 et spørgsmål om emnerne for disputatser sådan (gengivet efter Jens Baggesens oversættelse fra 1789):
Jeg sagde ham, at de handlede i Almindelighed om lærde og vigtige Materier, især saadanne, som angik Sæderne, Sproget og Klædedragten hos to gamle Nationer, der i forrige Tider havde fornemmelig blomstret i Europa. Jeg forsikkrede ham, at jeg selv i tre meget lærde Disputatser havde sagt alt, hvad der kunde siges om disse to gamle Nationers Tøfler.
Der ligger heri en slet skjult hentydning til Otto Sperlings afhandling om grækernes og romernes fodbeklædning, Diatribe de crepidis veterum vulgo Pantoffein dictis (1698). Potuanerne hos Holberg bryder ud i latter efter at have hørt om emnerne for disputatser i Niels Klims verden, og det må tages som udtryk for Holbergs holdning til den type emner. Holberg hentyder også til Sperlings afhandling i digtet Democritus og Heraclitus fra Fire Skiemte-Digte (1722).
Heller ikke studiet af den nordiske oldtid fandt Holberg nyttig: I Moralske Tanker (1744) skriver han i libr. III, epigramm. 91:
Herudover, at studere Nordiske Antiqviteter, er ikke andet end at rage udi Mødinger, og et Arbeide, som man til Straf for Forseelse burte dømme visse Folk til, hvis der ikke fandtes saa mange, der frivilligen applicerede sig derpaa, som paa et nyttigt Hoved-Studium.
Samme sted kritiseres det spekulative præg hos antikvarerne:
De Danske Antiqvarii extravagere herudi, og vore Naboer end meere; thi alt hvad som findes paa Jorden bliver Gothisk, og alt hvad som er skeed udi gamle Dage, maa være passeret udi de Nordiske Lande; saa at der fattes ikkun, at Noæ Ark skulde have hvilet sig paa Dovrefield, og Frugten af det forbudne Træe skulde blive til et Svensk Æble.
Senere blev antikvarismen kritiseret af tyskeren Friedrich Nietzsche i bogen Historiens nytte (1874), hvori han skelner mellem et monumentalt, et antikvarisk og et kritisk historiesyn. Det antikvariske havde for Nietzsche sin nytte, men kunne udvikle sig til en blind samlemani, en rastløs skraben sammen af alt, der engang har været til (kapitel tre).
På nutidsdansk bruges udtrykket oftest om en forhandler af brugte bøger, også i formen antikvarboghandler. Udtrykket har dog stadig en vis forbindelse til oldsager, hvilket ses i brugen af ordet i stillingsbetegnelser som rigsantikvar.